# Kenny Chesney
Kenny Chesney, född 26 mars 1968 i Knoxville, Tennessee, är en amerikansk countrysångare och låtskrivare. Han slog igenom i mitten av 1990-talet och har under 2000-talet haft hits som "There Goes My Life", "Summertime" och "Don't Blink".
Den 9 maj 2005 gifte han sig med skådespelerskan Renée Zellweger. I september samma år ansökte de om att få äktenskapet annullerat (ogiltigförklarat), efter bara fyra månader som gifta.

## Diskografi (urval)
Studioalbum
- 1994 – In My Wildest Dreams
- 1995 – All I Need to Know
- 1996 – Me and You
- 1997 – I Will Stand
- 1999 – Everywhere We Go
- 2002 – No Shoes, No Shirt, No Problems
- 2003 – All I Want for Christmas Is a Real Good Tan
- 2004 – When the Sun Goes Down
- 2005 – Be as You Are (Songs from an Old Blue Chair)
- 2005 – The Road and the Radio
- 2007 – Just Who I Am: Poets & Pirates
- 2008 – Lucky Old Sun
- 2010 – Hemingway's Whiskey
- 2012 – Welcome to the Fishbowl
- 2013 – Life on a Rock

Livealbum
- 2006 – Live: Live Those Songs Again

Samlingsalbum
- 2000 – Greatest Hits
- 2008 – Super Hits
- 2009 – Greatest Hits II

Singlar (topp 10 på Billboard Hot Country Songs)
- 1995 – "Fall in Love" (#6)
- 1995 – "All I Need to Know" (#8)
- 1996 – "Me and You" (#2)
- 1996 – "When I Close My Eyes" (#2)
- 1997 – "She's Got It All" (#1)
- 1998 – "That's Why I'm Here" (#2)
- 1998 – "How Forever Feels" (#1	)
- 1999 – "You Had Me from Hello" (#1)